# U-579 (tàu ngầm Đức)
U-579 là một tàu ngầm tấn công  Lớp Type VII thuộc phân lớp Type VIIC được Hải quân Đức Quốc Xã chế tạo trong Chiến tranh Thế giới thứ hai. Nhập biên chế năm 1941, nó chỉ thuần túy đảm nhận vai trò huấn luyện, nên đã không thực hiện chuyến tuần tra nào và cũng không đánh chìm được mục tiêu nào. Khi Thế Chiến II bước vào giai đoạn kết thúc, chiếc tàu ngầm bị một máy bay ném bom B-24 Liberator Anh đánh chìm trong biển Kattegat vào ngày 5 tháng 5, 1945.

## Thiết kế và chế tạo

### Thiết kế

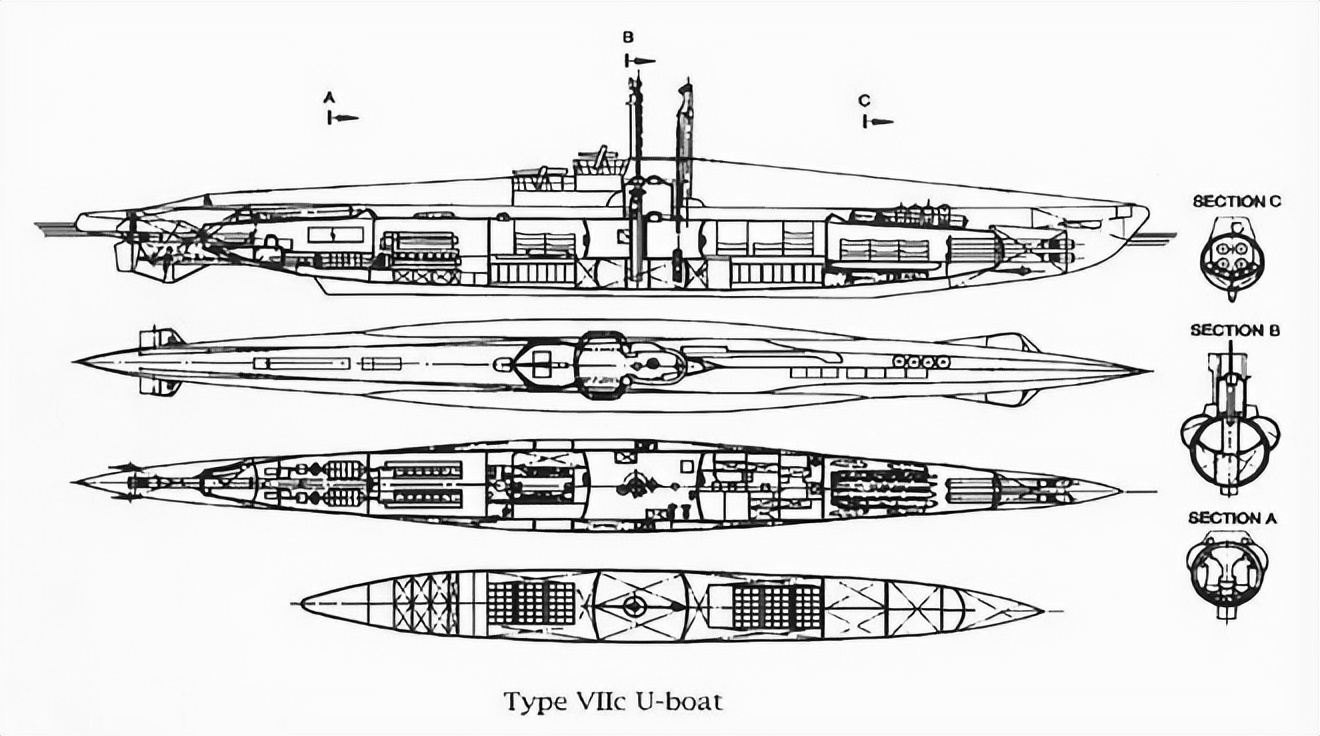
Sơ đồ các mặt cắt một tàu ngầm Type VIIC

Phân lớp VIIC của Tàu ngầm Type VII là một phiên bản VIIB được kéo dài thêm. Chúng có trọng lượng choán nước 769 t (757 tấn Anh) khi nổi và 871 t (857 tấn Anh) khi lặn). Con tàu có chiều dài chung 67,10 m (220 ft 2 in), lớp vỏ trong chịu áp lực dài 50,50 m (165 ft 8 in), mạn tàu rộng 6,20 m (20 ft 4 in), chiều cao 9,60 m (31 ft 6 in) và mớn nước 4,74 m (15 ft 7 in).
Chúng trang bị hai động cơ diesel Germaniawerft F46 siêu tăng áp 6-xy lanh 4 thì, tổng công suất 2.800–3.200 PS (2.100–2.400 kW; 2.800–3.200 bhp), dẫn động hai trục chân vịt đường kính 1,23 m (4,0 ft), cho phép đạt tốc độ tối đa 17,7 kn (32,8 km/h), và tầm hoạt động tối đa 8.500 nmi (15.700 km) khi đi tốc độ đường trường 10 kn (19 km/h). Khi đi ngầm dưới nước, chúng sử dụng hai động cơ/máy phát điện Garbe, Lahmeyer & Co. RP 137/c  tổng công suất 750 PS (550 kW; 740 shp). Tốc độ tối đa khi lặn là 7,6 kn (14,1 km/h), và tầm hoạt động 80 nmi (150 km) ở tốc độ 4 kn (7,4 km/h). Con tàu có khả năng lặn sâu đến 230 m (750 ft).
Vũ khí trang bị có năm ống phóng ngư lôi 53,3 cm (21 in), bao gồm bốn ống trước mũi và một ống phía đuôi, và mang theo tổng cộng 14 quả ngư lôi, hoặc tối đa 22 quả thủy lôi TMA, hoặc 33 quả TMB. Tàu ngầm Type VIIC bố trí một hải pháo 8,8 cm SK C/35 cùng một pháo phòng không 2 cm (0,79 in) trên boong tàu. Thủy thủ đoàn bao gồm 4 sĩ quan và 40-56 thủy thủ.

### Chế tạo
U-579 được đặt hàng vào ngày 8 tháng 1, 1940, và được đặt lườn tại xưởng tàu của hãng Blohm & Voss ở Hamburg vào ngày 31 tháng 8, 1940. Nó được hạ thủy vào ngày 28 tháng 5, 1941, và nhập biên chế cùng Hải quân Đức Quốc Xã vào ngày 17 tháng 7, 1941 dưới quyền chỉ huy của Hạm trưởng, Đại úy Hải quân Dietrich Lohmann.

## Lịch sử hoạt động
U-577 đã lần lượt phục vụ cùng Chi hạm đội U-boat 5 từ ngày 17 tháng 7, 1941; Chi hạm đội U-boat 24 từ ngày 27 tháng 5, 1942; Chi hạm đội U-boat 23 từ ngày 1 tháng 9, 1943; và cuối cùng với Chi hạm đội U-boat 4 từ ngày 1 tháng 3, 1945 cho đến khi bị mất; tất cả đều trong vai trò huấn luyện.
Con tàu từng được cho xuất biên chế tại Danzig (nay là Gdańsk thuộc Ba Lan) vào ngày 12 tháng 10, 1941, sau một tai nạn hỏa hoạn xảy ra tại phòng ngư lôi phía trước; nó nhập biên chế trở lại vào ngày 27 tháng 5, 1942.
Khi Thế Chiến II bước vào giai đoạn kết thúc, chiếc tàu ngầm bị một máy bay ném bom B-24 Liberator thuộc Liên đội 224 Không quân Hoàng gia Anh thả mìn sâu đánh chìm trong biển Kattegat về phía Đông Aarhus, Đan Mạch vào ngày 5 tháng 5, 1945, tại tọa độ 56°10′B 11°04′Đ / 56,167°B 11,067°Đ. 24 thành viên thủy thủ đoàn đã tử trận khi con tàu đắm, và không rõ số người sống sót.